# Franco Donatoni
Franco Donatoni, född 1927, död 2000, var en italiensk tonsättare.
Han var kompositionslärare i Milano och Turin och skrev musik i en återhållsamt progressiv stil (huvudsakligen instrumentalverk), bland annat Esa (2000, tillägnad Esa-Pekka Salonen)